# Ддмасар
Ддмасар (вірм. Դդմասար) — село в марзі Арагацотн, на заході Вірменії. Село розташоване за 10 км на південний захід від міста Талін, за 35 км на північний захід від міста Армавір сусіднього марзу Армавір, за 4 км на захід від села Даштадем та за 3 км на південний схід від села Аревут.
| Рік  | Чисельність | Чисельність |
| ---- | ----------- | ----------- |
| 1873 | 35          | [ 1 ]       |
| 1897 | 46          | [ 1 ]       |
| 1926 | 150         | [ 1 ]       |

| Рік  | Чисельність | Чисельність |
| ---- | ----------- | ----------- |
| 1939 | 216         | [ 1 ]       |
| 1959 | 327         | [ 1 ]       |
| 1970 | 391         | [ 1 ]       |

| Рік  | Чисельність | Чисельність |
| ---- | ----------- | ----------- |
| 1979 | 460         | [ 1 ]       |
| 1989 | 498         | [ 2 ]       |
| 2001 | 161         | [ 1 ]       |

| Рік  | Чисельність | Чисельність |
| ---- | ----------- | ----------- |
| 2011 | 94          | [ 3 ]       |

| Рік  | Чисельність | Чисельність |
| ---- | ----------- | ----------- |
| 1873 | 35          | [ 1 ]       |
| 1897 | 46          | [ 1 ]       |
| 1926 | 150         | [ 1 ]       |

| Рік  | Чисельність | Чисельність |
| ---- | ----------- | ----------- |
| 1939 | 216         | [ 1 ]       |
| 1959 | 327         | [ 1 ]       |
| 1970 | 391         | [ 1 ]       |

| Рік  | Чисельність | Чисельність |
| ---- | ----------- | ----------- |
| 1979 | 460         | [ 1 ]       |
| 1989 | 498         | [ 2 ]       |
| 2001 | 161         | [ 1 ]       |

| Рік  | Чисельність | Чисельність |
| ---- | ----------- | ----------- |
| 2011 | 94          | [ 3 ]       |